# 서울 지하철 9호선
서울 지하철 9호선(서울 地下鐵 九號線) 혹은 수도권 전철 9호선(首都圈 電鐵 九號線)은 서울특별시 강서구의 개화역과 서울특별시 강동구의 중앙보훈병원역을 잇는 서울 지하철 노선이자, 수도권 전철의 운행 계통이다. 노선 안내도 등에 사용되는 노선 색은 ●황금색이다. 통행방향은 어디서든 우측통행이다.

## 개요
국민의 정부(김대중 정부)의 핵심 공약의 일환으로 추진된 본 노선은, 개화역 - 중앙보훈병원역 40.9km 구간으로 구성되어 있으며, 1단계 강서 구간(개화역 - 신논현역)은 2009년 7월 24일에, 2단계 강남 구간(신논현역 - 종합운동장역)은 2015년 3월 28일에 개통되었다. 3단계 강동 구간은 2009년 12월 21일 종합운동장 - 올림픽공원역 5.94 km 구간 및 2010년 8월 23일 올림픽공원역 - 중앙보훈병원역 3.2 km구간의 공사가 착공되어 2018년 12월 1일에 9호선 전 구간이 최종적으로 개통되었다.
노선 전체의 소유권은 서울특별시에 있다. 전체 구간의 사업 시행 및 차량운행 업무 관리 및 운영과 개화 ~ 신논현 등 강서 구간의 역무 관리 및 선로 유지보수운영 업무는 서울시메트로9호선이 30년간 맡게 되고, 언주 ~ 중앙보훈병원 등 강남, 강동 구간의 역무 관리 및 선로 유지보수운영 업무는 서울교통공사가 위탁 관리한다.
2013년 10월 23일 서울특별시와 변경실시협약 (지하철 9호선 사업 재구조화)를 체결하였다. 협약은 민간사업자 주주 전면교체, 운임결정권 서울특별시로 이전, MRG (Minimum Revenue Guarantee, 최소운영수입보장) 폐지, 사업수익률 조정, 관리운영비 절감, 시민펀드 도입 등으로 이루어져 있다. 가장 핵심은 주주교체로 재구조화 이전 건설투자자(현대로템, 포스코 ICT, 현대건설 등 7개사)와 재무투자자(맥쿼리, IBK 기업은행 등 6개사)가 철수하고 2개의 자산운용사와, 교보생명, 한화생명 등 재무투자사 11개사가 새롭게 참여한다. 또한 운임결정권이 서울특별시로 귀속되면서 요금 인상에 관한 불필요한 혼란을 최소화 하게 된다.
2018년 12월 1일에 3단계 구간이 개통되어 전 구간이 개통되었다.

## 역사
- 2002년 4월 3일: 1단계 김포차량기지 - 교보타워사거리 구간 착공
- 2008년 9월 18일: 1단계 개화~신논현 구간 역명 확정[11]
- 2009년 1월 1일: 2단계 신논현~종합운동장 간 4.5㎞ 착공
- 2009년 5월 28일: 동작역에서 동작(현충원)역으로 역명 변경[12]
- 2009년 7월 24일: 1단계 개화 - 신논현 구간 개통
- 2009년 12월 21일: 3단계 1구간 종합운동장~중앙보훈병원 9.94km 착공
- 2010년 4월 5일: 기본계획 종점 변경. 방이(오륜동)에서 둔촌동(보훈병원)으로 1.5㎞ 연장![13]
- 2014년 5월 24일: 마곡나루역 개통
- 2014년 8월 1일: 2~3단계 구간 사업자로 서울메트로 선정[14]
- 2014년 12월 18일: 2단계 구간 역명 확정[15]
- 2015년 3월 16~20일: 2단계 구간 일반인 대상 시승체험[16]
- 2015년 3월 28일: 2단계 신논현~종합운동장 구간 개통
- 2015년 4월 2일: 2~3단계 구간을 위탁 운영사로 서울메트로(現 서울교통공사) 자회사인 서울메트로9호선운영 설립
- 2015년 10월 31일: 수도권 전철 1호선 노량진역 환승 통로 개통
- 2017년 12월 30일: 김포공항~종합운동장 간 평일 한정으로 6량 급행열차 3편성 운행 개시[17]
- 2018년 1월 22~26일: 3단계 구간 개통대비 종합시운전 개시[18]
- 2018년 8월 9일: 3단계 구간 역명 확정[19]
- 2018년 8월 11일~11월 5일: 3단계 구간 영업 시운전
- 2018년 11월 28일: 2단계 구간을 서울메트로9호선운영 재위탁 운영에서 서울교통공사 직영으로 전환, 3단계 구간도 서울교통공사가 직영하게 됨.[20]
- 2018년 12월 1일: 3단계 종합운동장~중앙보훈병원 구간 개통[21]
- 2019년 7월 26일: 마곡나루역에서 마곡나루(서울식물원)역으로 역명 변경[22]
- 2021년 8월 31일: 4단계 구간(중앙보훈병원~샘터공원역) 착공.
- 2023년 7월 1일: 김포공항역 수도권 전철 서해선 환승 개통

## 운영

### 운행
일반 열차와 급행 열차가 운영되는데, 일반 열차는 개화~중앙보훈병원간 모든 역에 정차하며, 급행 열차는 개화역, 김포공항역, 마곡나루역, 가양역, 염창역, 당산역, 여의도역, 샛강역, 노량진역, 동작역, 고속터미널역, 신논현역, 선정릉역, 봉은사역, 종합운동장역, 석촌역, 올림픽공원역, 중앙보훈병원역 등에만 정차한다. 급행 열차 이용에 추가 요금이 필요하지는 않으며, 일반 열차와 급행 열차는 급행 정차역의 같은 승강장에서 탈 수 있도록 되어 있다.

### 운임
서울특별시는 2009년 3월에, 서울 지하철 9호선의 기본 요금을 기존의 수도권 전철과 동일하게 교통 카드 기준 900원 (현금 1,000원)으로 하기로 잠정적으로 결정했다. 서울시메트로9호선에서 기본 요금을 올릴 것을 주장하였지만, 요금제는 기존의 수도권 전철 요금제를 유지한다. 하지만 상황에 따라 필요할 때에는 재협정을 할 수 있도록 하였기 때문에, 별도로 요금이 인상될 여지도 없지 않아서, 2012년에 요금 인상을 추진했다가 철회한 사건이 있었다.
수도권 전철 정기권 사용이 가능하며 기본적으로 수도권 대중교통 통합요금제에 포함되어 있기는 하지만, 민자 사업이라는 특성상 수익 배분 문제 때문에 다른 전철노선과의 환승 통로에 별도의 환승게이트가 설치되어 있으나, 이는 운임 배분 및 통행량 분석 목적에 사용되므로 운임체계가 다른 신분당선과 달리, 별도운임은 부과되지 않는다. 단, 김포공항역은 9호선과 인천국제공항철도가 승강장을 각 층과 달리하여 공용하기 때문에, 9호선과 공항철도 간엔 환승 게이트가 없으며 전체적으로는 9호선 자체 운임 구역과 공항철도 자체 운임 구역은 칸막이, 게이트 등이 없이 중첩된다.
2011년 11월 26일부터 M버스나 경기순환버스에서 하차 후 바로 9호선 게이트로 환승시 환승 처리가 불가능하도록 변경되었다가, 현재는 서울특별시, 인천광역시, 경기도 면허 시내버스 및 수도권 전철 기본 운임 인상으로 이 제한 조치가 사라져 정상적으로 환승 할인이 가능하다.

### 시설
전 구간이 복선이며, 일부 역은 급행열차 운행을 위한 대피선이 송파나루역, 삼전역, 삼성중앙역, 사평역, 동작역, 샛강역, 선유도역, 가양역, 마곡나루역 등은 양쪽에, 김포공항역과 신논현역, 중앙보훈병원역 등은 한쪽에 부설되어 있다. 그중 일반열차가 급행열차를 먼저 보낸 역은 가양역, 동작역, 송파나루역 등이다. 모든 역에 엘리베이터가 설치되어 있으며, 개화역을 제외한 모든 역에 개통 당시부터 스크린도어가 설치되어 있었으나 개통후 개화역에 난간형 스크린도어가 설치되었다.
승강장은 8량 기준으로 설계했으며, 현재 9호선 열차는 6량 편성으로 운행하고 있다. 차후에 인천국제공항철도와의 직결 운행을 염두에 두고, 직결 선로가 건설되어 있다.

### 안내
9호선은 서울특별시 디자인서울총괄본부에서 제시한 정거장 가이드라인에 맞춰 디자인이 갖춰졌다. 각종 안내판은 검은 계통이고, 1단계 구간 서체는 서울남산체를 썼다. 간소화된 역명판, 위성사진 주변안내도 등의 특징을 지니고 있다.

## 차량
- 서울시메트로9호선 9000호대 전동차

## 역 목록
| 역 번호 | 역명         | 역명                 | 역명         | 급행 | 접속 노선                                                                   | 역간 거리 | 누적 거리 | 소재지     | 소재지   |
| 역 번호 | 한글         | 로마자               | 한자         | 급행 | 접속 노선                                                                   | 역간 거리 | 누적 거리 | 소재지     | 소재지   |
| ------- | ------------ | -------------------- | ------------ | ---- | --------------------------------------------------------------------------- | --------- | --------- | ---------- | -------- |
| 901     | 개화         | Gaehwa               | 開花         | │    |                                                                             | 0.0       | 0.0       | 서울특별시 | 강서구   |
| 902     | 김포공항     | Gimpo Int'l Airport  | 金浦空港     | ●    | ● 수도권 전철 5호선 ● 인천국제공항철도 ● 김포 도시철도 ● 수도권 전철 서해선 | 3.6       | 3.6       | 서울특별시 | 강서구   |
| 903     | 공항시장     | Airport Market       | 空港市場     | │    |                                                                             | 0.8       | 4.4       | 서울특별시 | 강서구   |
| 904     | 신방화       | Sinbanghwa           | 新傍花       | │    |                                                                             | 0.8       | 5.2       | 서울특별시 | 강서구   |
| 905     | 마곡나루     | Magongnaru           | 麻谷나루     | ●    | ● 인천국제공항철도                                                          | 0.9       | 6.1       | 서울특별시 | 강서구   |
| 906     | 양천향교     | Yangcheon Hyanggyo   | 陽川鄕校     | │    |                                                                             | 1.4       | 7.5       | 서울특별시 | 강서구   |
| 907     | 가양         | Gayang               | 加陽         | ●    |                                                                             | 1.3       | 8.8       | 서울특별시 | 강서구   |
| 908     | 증미         | Jeungmi              | 曾米         | │    |                                                                             | 0.7       | 9.5       | 서울특별시 | 강서구   |
| 909     | 등촌         | Deungchon            | 登村         | │    |                                                                             | 1.0       | 10.5      | 서울특별시 | 강서구   |
| 910     | 염창         | Yeomchang            | 鹽倉         | ●    |                                                                             | 0.9       | 11.4      | 서울특별시 | 강서구   |
| 911     | 신목동       | Sinmokdong           | 新木洞       | │    |                                                                             | 0.9       | 12.3      | 서울특별시 | 양천구   |
| 912     | 선유도       | Seonyudo             | 仙遊島       | │    |                                                                             | 1.2       | 13.5      | 서울특별시 | 영등포구 |
| 913     | 당산         | Dangsan              | 堂山         | ●    | ● 서울 지하철 2호선                                                         | 1.0       | 14.5      | 서울특별시 | 영등포구 |
| 914     | 국회의사당   | National Assembly    | 國會議事堂   | │    |                                                                             | 1.5       | 16.0      | 서울특별시 | 영등포구 |
| 915     | 여의도       | Yeouido              | 汝矣島       | ●    | ● 수도권 전철 5호선                                                         | 0.9       | 16.9      | 서울특별시 | 영등포구 |
| 916     | 샛강         | Saetgang             | 賽江         | │    | ● 서울 경전철 신림선                                                        | 0.8       | 17.7      | 서울특별시 | 영등포구 |
| 917     | 노량진       | Noryangjin           | 鷺梁津       | ●    | ● 수도권 전철 1호선                                                         | 1.2       | 18.9      | 서울특별시 | 동작구   |
| 918     | 노들         | Nodeul               |              | │    |                                                                             | 1.1       | 20.0      | 서울특별시 | 동작구   |
| 919     | 흑석         | Heuxeok              | 黑石         | │    |                                                                             | 1.1       | 21.1      | 서울특별시 | 동작구   |
| 920     | 동작         | Dongjak              | 銅雀         | ●    | ● 수도권 전철 4호선                                                         | 1.4       | 22.5      | 서울특별시 | 동작구   |
| 921     | 구반포       | Gubanpo              | 舊盤浦       | │    |                                                                             | 1.0       | 23.5      | 서울특별시 | 서초구   |
| 922     | 신반포       | Sinbanpo             | 新盤浦       | │    |                                                                             | 0.7       | 24.2      | 서울특별시 | 서초구   |
| 923     | 고속터미널   | Express Bus Terminal | 高速터미널   | ●    | ● 수도권 전철 3호선 ● 서울 지하철 7호선                                     | 0.8       | 25.0      | 서울특별시 | 서초구   |
| 924     | 사평         | Sapyeong             | 砂平         | │    |                                                                             | 1.1       | 26.1      | 서울특별시 | 서초구   |
| 925     | 신논현       | Sinnonhyeon          | 新論峴       | ●    | ● 신분당선                                                                  | 0.9       | 27.0      | 서울특별시 | 강남구   |
| 926     | 언주         | Eonju                | 彦州         | │    |                                                                             | 0.8       | 27.8      | 서울특별시 | 강남구   |
| 927     | 선정릉       | Seonjeongneung       | 宣靖陵       | ●    | ● 수도권 전철 수인·분당선                                                   | 0.9       | 28.7      | 서울특별시 | 강남구   |
| 928     | 삼성중앙     | Samseongjungang      | 三成中央     | │    |                                                                             | 0.8       | 29.5      | 서울특별시 | 강남구   |
| 929     | 봉은사       | Bongeunsa            | 奉恩寺       | ●    |                                                                             | 0.8       | 30.3      | 서울특별시 | 강남구   |
| 930     | 종합운동장   | Sports Complex       | 綜合運動場   | ●    | ● 서울 지하철 2호선                                                         | 1.4       | 31.7      | 서울특별시 | 송파구   |
| 931     | 삼전         | Samjeon              | 三田         | │    |                                                                             | 1.4       | 33.1      | 서울특별시 | 송파구   |
| 932     | 석촌고분     | Seokchon Gobun       | 石村古墳     | │    |                                                                             | 0.8       | 33.9      | 서울특별시 | 송파구   |
| 933     | 석촌         | Seokchon             | 石村         | ●    | ● 수도권 전철 8호선                                                         | 1.0       | 34.9      | 서울특별시 | 송파구   |
| 934     | 송파나루     | Songpanaru           | 松坡나루     | │    |                                                                             | 0.8       | 35.7      | 서울특별시 | 송파구   |
| 935     | 한성백제     | Hanseong Baekje      | 漢城百濟     | │    |                                                                             | 0.8       | 36.5      | 서울특별시 | 송파구   |
| 936     | 올림픽공원   | Olympic Park         | 올림픽公園   | ●    | ● 수도권 전철 5호선                                                         | 1.4       | 37.9      | 서울특별시 | 송파구   |
| 937     | 둔촌오륜     | Dunchon Oryun        | 遁村五輪     | │    |                                                                             | 1.0       | 38.9      | 서울특별시 | 강동구   |
| 938     | 중앙보훈병원 | VHS Medical Center   | 中央報勳病院 | ●    |                                                                             | 1.7       | 40.6      | 서울특별시 | 강동구   |

## 노선 연장

### 4단계 강동 구간 연장
서울 강동구의 주민들은 지하철 9호선을 강동 지역까지 추가 연장하기를 요구하고 있다. 이와 관련하여 서울특별시 강동구에서는 9호선을 5호선 고덕역까지 추가 연장하도록 정부와 서울시를 설득하는 일을 역점 사업으로 정해 두었다. 2009년 7월 23일, 서울시와 시의회는 기존 3차 종점역인 둔촌오륜역에서 1.5km 연장, 중앙보훈병원역을 종점으로 하는 방안을 확정하였다. 이후 2016년, 강동구 지역의 요구에 따라 고덕역을 거쳐 샘터공원역 (가칭)까지 연장하기로 확정되었다. 2018년 7월 말, 서울특별시에서는 4단계 연장 구간의 기본계획 수립에 착수하였다.
2021년 12월 30일에 강동 구간을 착공하였으며, 2028년 7월 개통 예정이다.

#### 정거장
- 939 정거장: 서울특별시 강동구 길동, 생태공원앞 교차로
- 940 정거장: 서울특별시 강동구 명일동, 한영중고교
- 941 정거장: 서울특별시 강동구 상일동, 고덕역
- 942 정거장: 서울특별시 강동구 고덕동, 고덕비즈밸리 입구

### 강동하남남양주선 광역철도
9호선의 4단계 연장에 이어, 3기 신도시인 남양주 왕숙지구의 교통대책의 일환으로 9호선을 남양주시까지 연장하는 계획이 존재한다.

#### 정거장
아래는 기본계획에 따른 신설 예정 정거장 목록이다.
- 943 정거장: 서울특별시 강동구, 강일초등학교
- 944 정거장: 경기도 하남시 미사지구, 미사4·7·8단지 사거리
- 945 정거장: 경기도 남양주시 다산지금지구, 다산한강초등학교
- 946 정거장: 경기도 남양주시 왕숙2지구, 경의중앙선 신설역
- 947 정거장: 경기도 남양주시 왕숙지구, 경춘선·GTX-B 신설역
- 948 정거장: 경기도 남양주시 왕숙지구
- 949 정거장: 경기도 남양주시 왕숙지구
- 950 정거장: 경기도 남양주시 진접2지구, 풍양역 (가칭)

### 인천국제공항철도직결
- 2023년 11월 17일 인천국제공항철도 직결운행과 관련해 운영비용 분담 문제를 해결하고, 기반시설을 만들어놓고도 이어지지 않았던 두 노선 직결에 대해 서로 합의했다.[37]

## 논란

### 919 정거장의 역명 제정
중앙대학교와 흑석동의 주민들이 919 정거장의 역명을 놓고 대립한 일이 있었다. 당시에 중앙대학교 측은 역의 이름을 '중앙대역', 또는 '중앙대흑석역'으로 할 것을 주장하였고, 흑석동의 주민들은 '흑석역'으로 할 것을 요구하였다. 대학은 대학교가 지역 발전에 큰 원동력이 되고 있다는 점을, 주민들은 역명 제정 기준의 원칙을 지켜야 한다는 점과, 지역의 이름을 지하철역으로 사용함으로써 그 지역이 효과적으로 홍보될 수 있다는 점을 근거로 내세웠었다.
처음에 지명위원회는 919 정거장의 이름을, 역명 제정 기준의 원칙을 우선시하여 '흑석역'으로 결정하였다. 그러나 이후에 중앙대학교 측의 요구를 수용하여 역명을 '흑석(중앙대입구)역'으로 확정함으로써, 두 이름을 병기할 수 있도록 하였다. 이와 더불어 서울 지하철 7호선 상도역의 부역명 '중앙대앞'은 2009년 6월 12일부터 삭제되었다.

### 운임 인상 논란
서울특별시는 서울 지하철 9호선의 운임을 수도권 대중교통 통합요금제에 통합할 것을 주장하였고, 서울시메트로9호선은 과도한 적자 발생의 이유로 기본운임을 1,582원으로 책정하여야 한다며 맞서서 한때 논란이 되었다. 이는 2009년 3월 31일에 9호선이 수도권 대중교통 통합요금제에 참여하여 기본운임을 900원으로 정하면서 일단락되었다. 하지만 2012년 2월 말 경, 서울시메트로9호선은 누적 적자가 심각하다는 이유로 9호선 별도운임을 받을 계획이 있다고 밝혔다. 또한, 같은 해 4월 14일에는 9호선 각 역사와 자사 홈페이지에 6월 16일부터 기본운임을 최대 500원 인상한다는 내용을 발표하였다. 그러나 서울특별시는 이에 대해 사회기반시설에 대한 민간투자법 위반으로 1천만원의 과태료를 부과할 계획이며, 운임 인상을 일방적으로 강행할 경우에는 사업자 지정을 취소할 수 있다는 입장을 밝혔다. 또한, 시는 9호선 단독으로 운임을 인상할 경우 운임 정산 시스템에도 오류가 발생하며, 시스템 장애가 발생할 경우에는 이에 대한 2차적 소송도 제기될 수 있음을 주장하였다. 9호선 운임은 현재도 수도권 환승할인제도의 수준에서만 인상되고 있다.

### 개통 일정 연기
서울특별시는 서울 지하철 9호선의 개통 일정을 계속 연기하였다. 특히 2009년 6월 12일을 앞두고 개통이 한 달 동안 지연되어 비판을 받았다. 이는 9호선의 운임 정산 시스템이 기존 노선의 시스템과 맞지 않아 오류를 일으켰기 때문이며, 시스템을 재점검하고 7월 초 아르바이트생을 선발하여 운임 계산 테스트를 거친 뒤 7월 24일에 개화 ~ 신논현 구간을 최종 개통하였다.

### 혼잡도 문제
서울 지하철 9호선은 다른 노선과 달리 개통 초기에는 4량 편성이었고, 배차간격도 다른 지하철 노선에 비해 긴 편이었다. 2015년 신논현 ~ 종합운동장 개통 당시에는 증차 소식이 없었다. 그 당시 배차 간격이 더 길어지고 승객이 많아져 특히 염창역에서 당산역 구간은 지옥철이라고 불릴 정도였다.
이후 혼잡도 완화 차원에서 모든 전동차가 4량 편성에서 6량으로 전환되었으며, 이를 위하여 부수차를 제작한 뒤 김포차량사업소로 반입하여 6량으로 순차적으로 전환하였다. 2017년 12월부터 일부 급행열차가 6량으로 전환하였으며, 2019년 하반기까지 모든 전동차가 6량으로 최종 완료되었다.

## 이용객 변동
2009년 자료는 개통일인 2009년 7월 24일부터 12월 31일까지인 161일 기준으로 환산한 것이다.
| 구분 | 일평균 인원수 (명/일) | 일평균 인원수 (명/일) | 일평균 인원수 (명/일) | 일평균 인원수 (명/일) | 일평균 인원수 (명/일) | 일평균 인원수 (명/일) | 일평균 인원수 (명/일) | 일평균 인원수 (명/일) | 일평균 인원수 (명/일) | 일평균 인원수 (명/일) | 일평균 인원수 (명/일)       | 일평균 인원수 (명/일)               | 일평균 인원수 (명/일)       | 일평균 인원수 (명/일)               | 각주          |
| 구분 | 2009년                | 2010년                | 2011년                | 2012년                | 2013년                | 2014년                | 2015년                | 2016년                | 2017년                | 2018년                | 2019년 (개화 ~ 신논현 구간) | 2019년 (신논현 ~ 중앙보훈병원 구간) | 2020년 (개화 ~ 신논현 구간) | 2020년 (신논현 ~ 중앙보훈병원 구간) | 각주          |
| ---- | --------------------- | --------------------- | --------------------- | --------------------- | --------------------- | --------------------- | --------------------- | --------------------- | --------------------- | --------------------- | --------------------------- | ----------------------------------- | --------------------------- | ----------------------------------- | ------------- |
| 승차 | 214,239               | 266,152               | 300,186               | 340,913               | 368,536               | 384,976               | 391,058               | 421,202               | 431,673               | 438,697               | 465,983                     | 83,734                              | 359,536                     | 68,542                              | [ 47 ] [ 48 ] |
| 하차 | 203,860               | 265,284               | 300,273               | 341,834               | 368,641               | 393,789               | 393,030               | 424,751               | 435,688               | 443,179               | 470,716                     | 15,332                              | 362,974                     | 13,592                              | [ 47 ] [ 48 ] |

2010년의 일평균 통행량은 예측 통행량 대비 97% 수준이었으며, 일평균 172,840명(환승 승차 제외)이 이용하고 있었다. 2012년의 일평균 통행량은 예측 통행량 대비 103.8%를 기록하고 있으며, 일평균 222,320명이 이용하고 있는 것으로 집계되고 있다.

## 사진

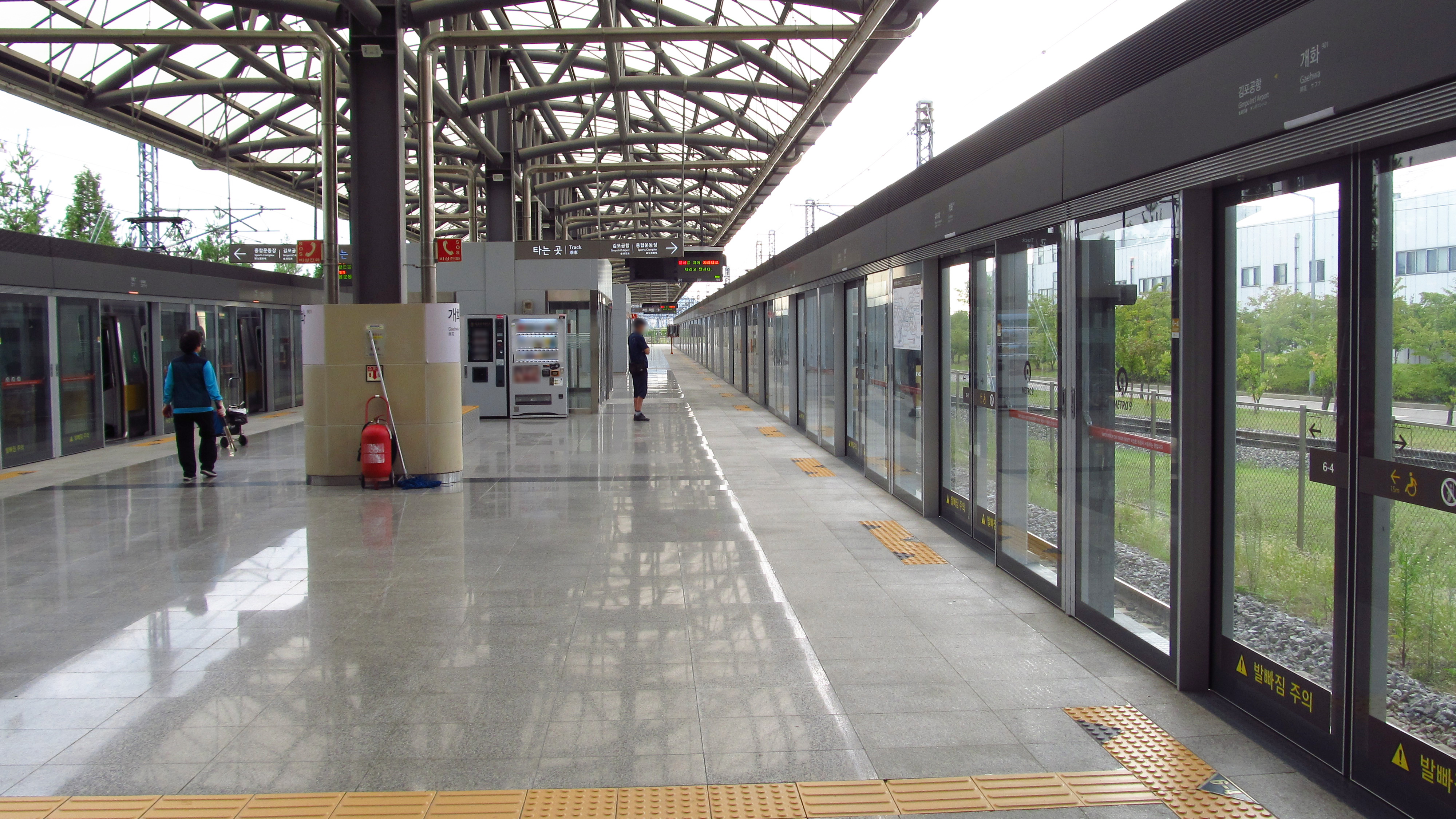
개화역 승강장
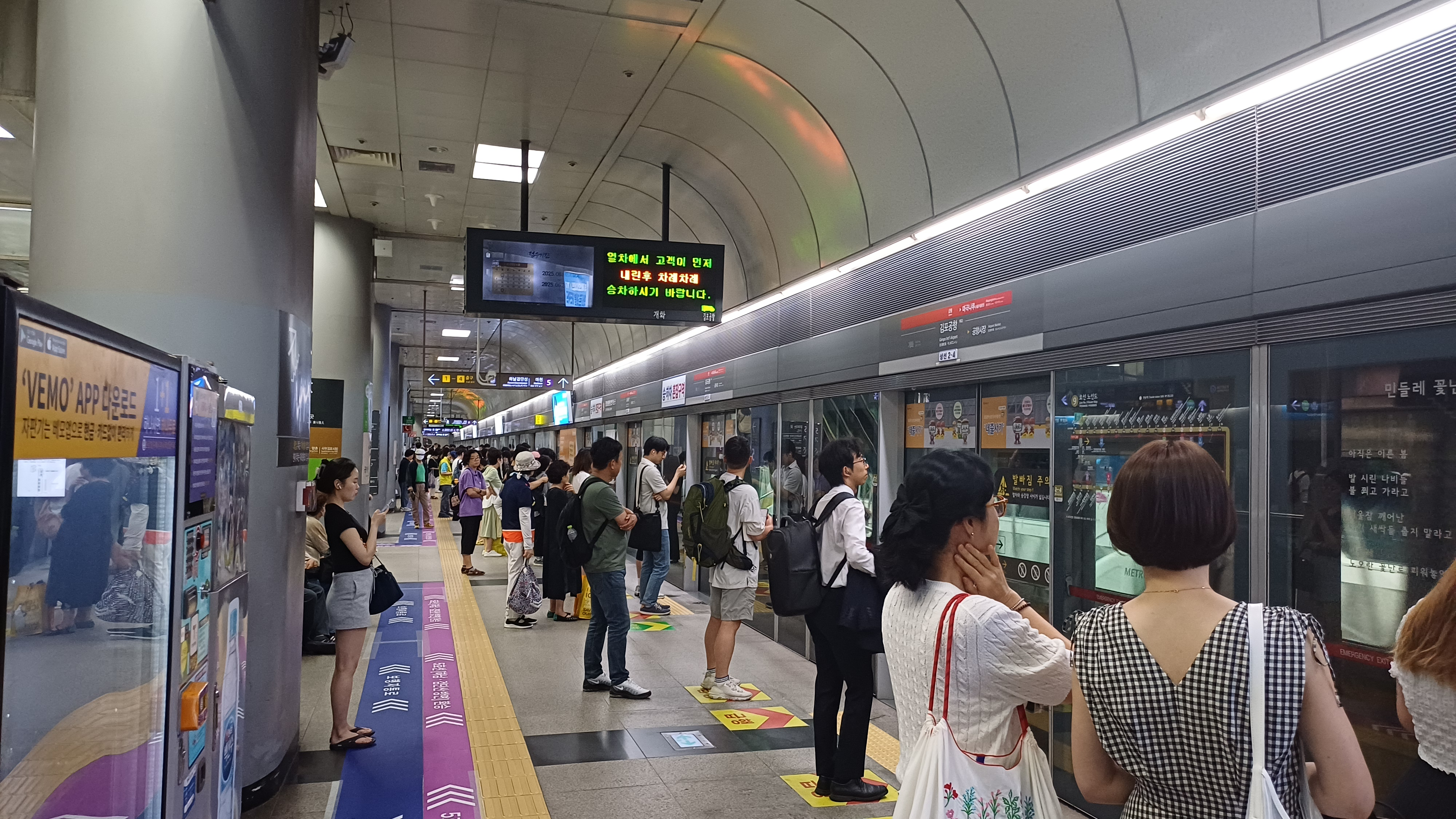
김포공항역 승강장
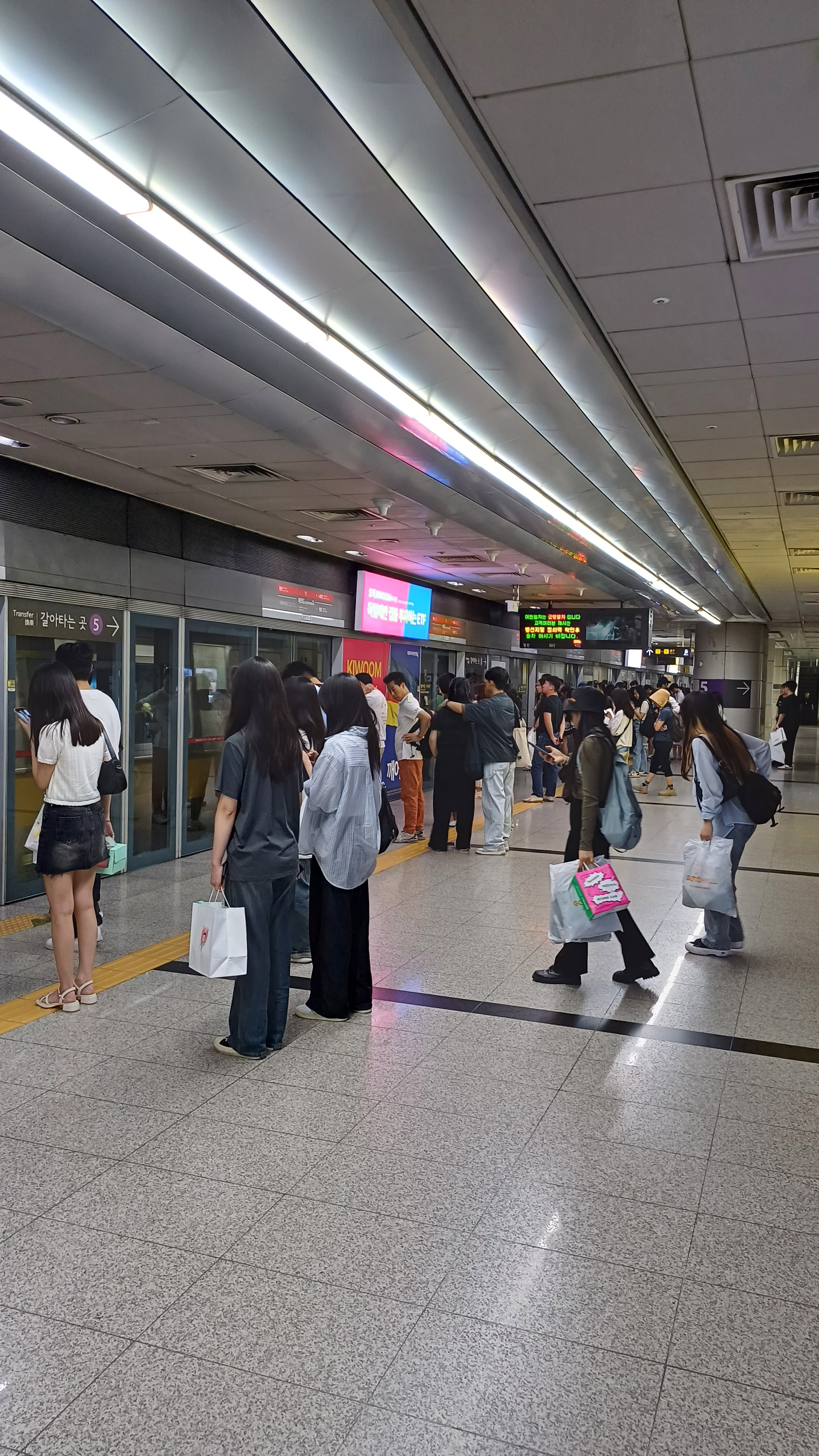
여의도역승강장
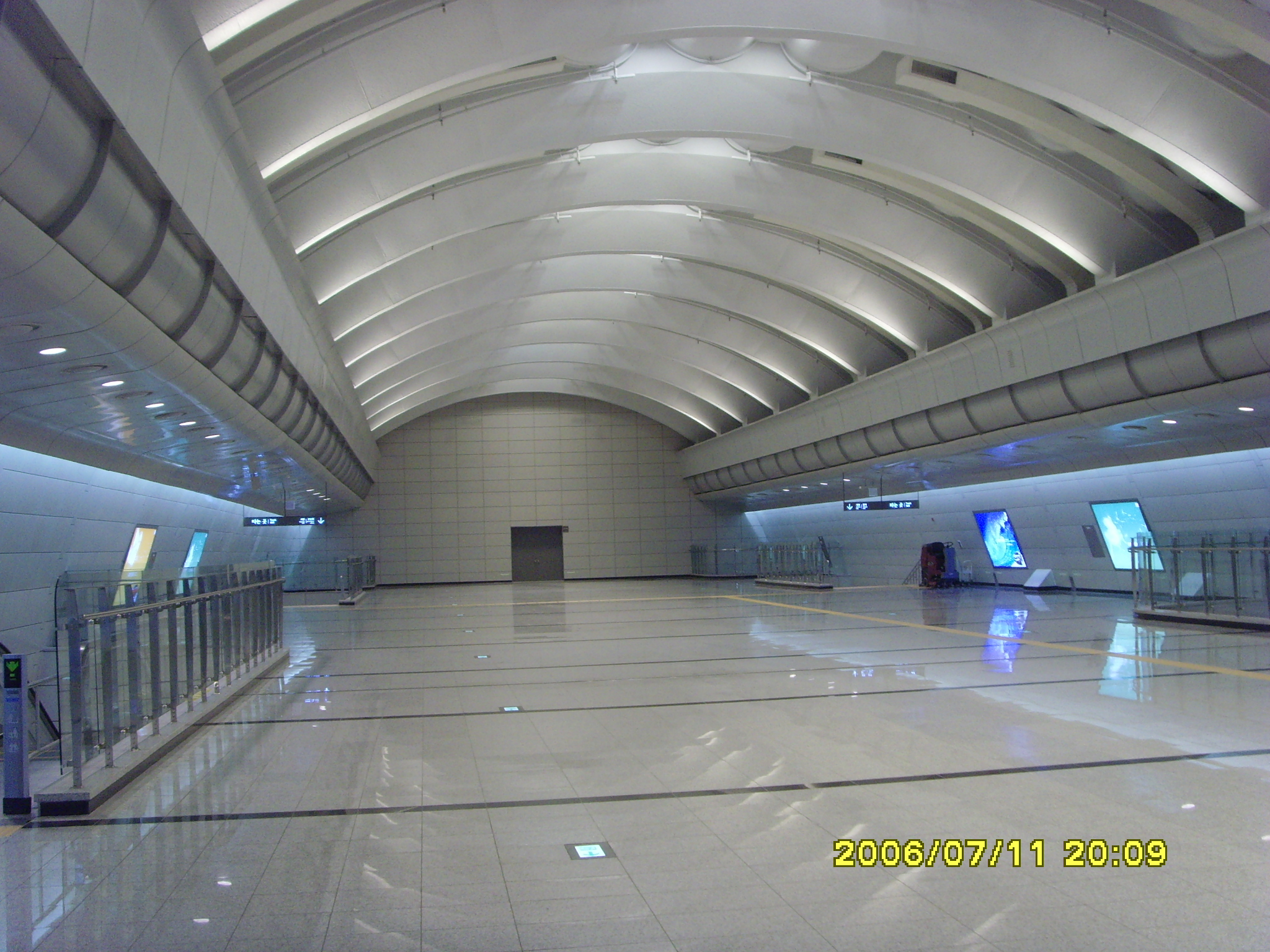
고속터미널역 지하4층 통로
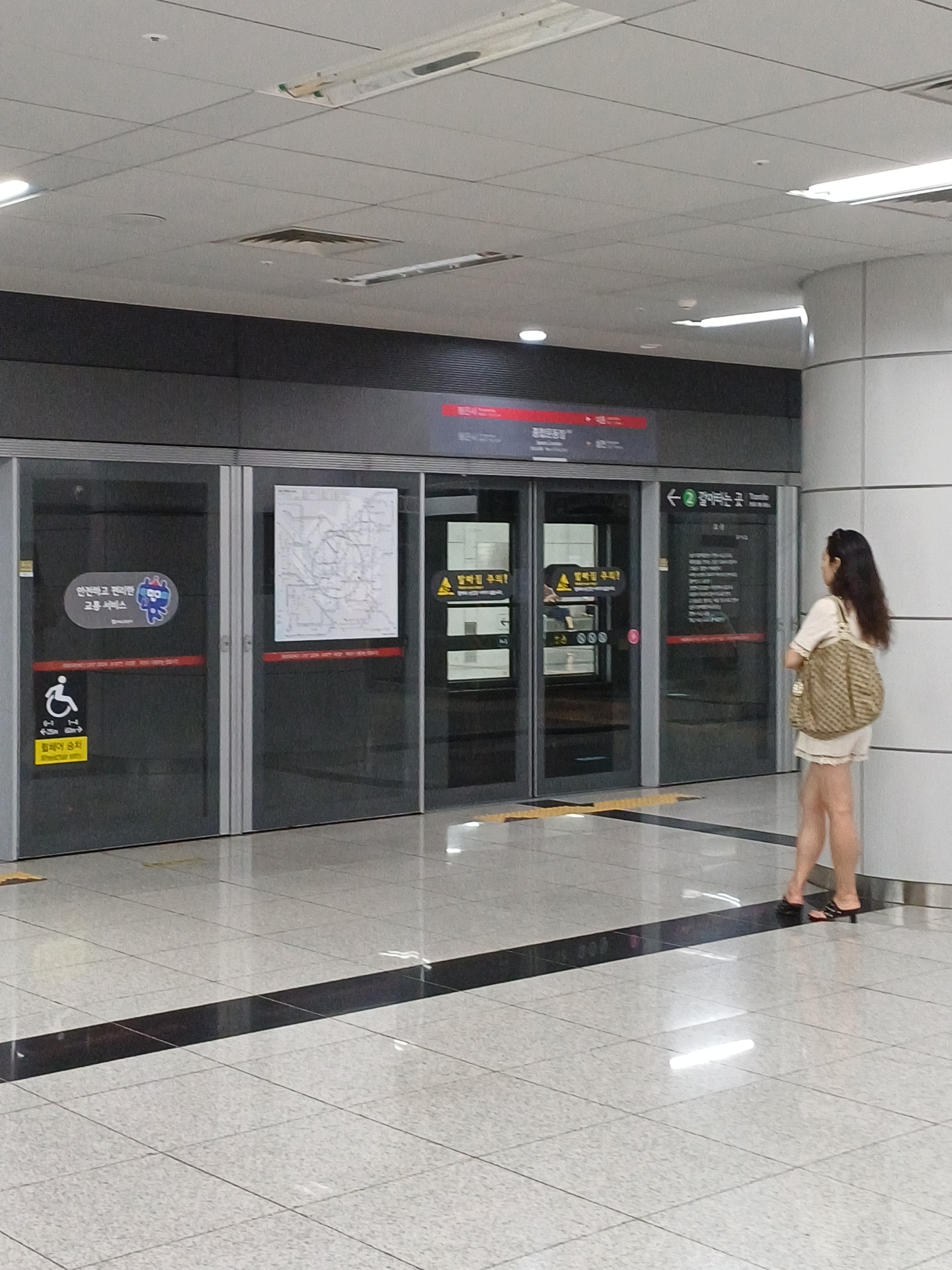
종합운동장역 승강장
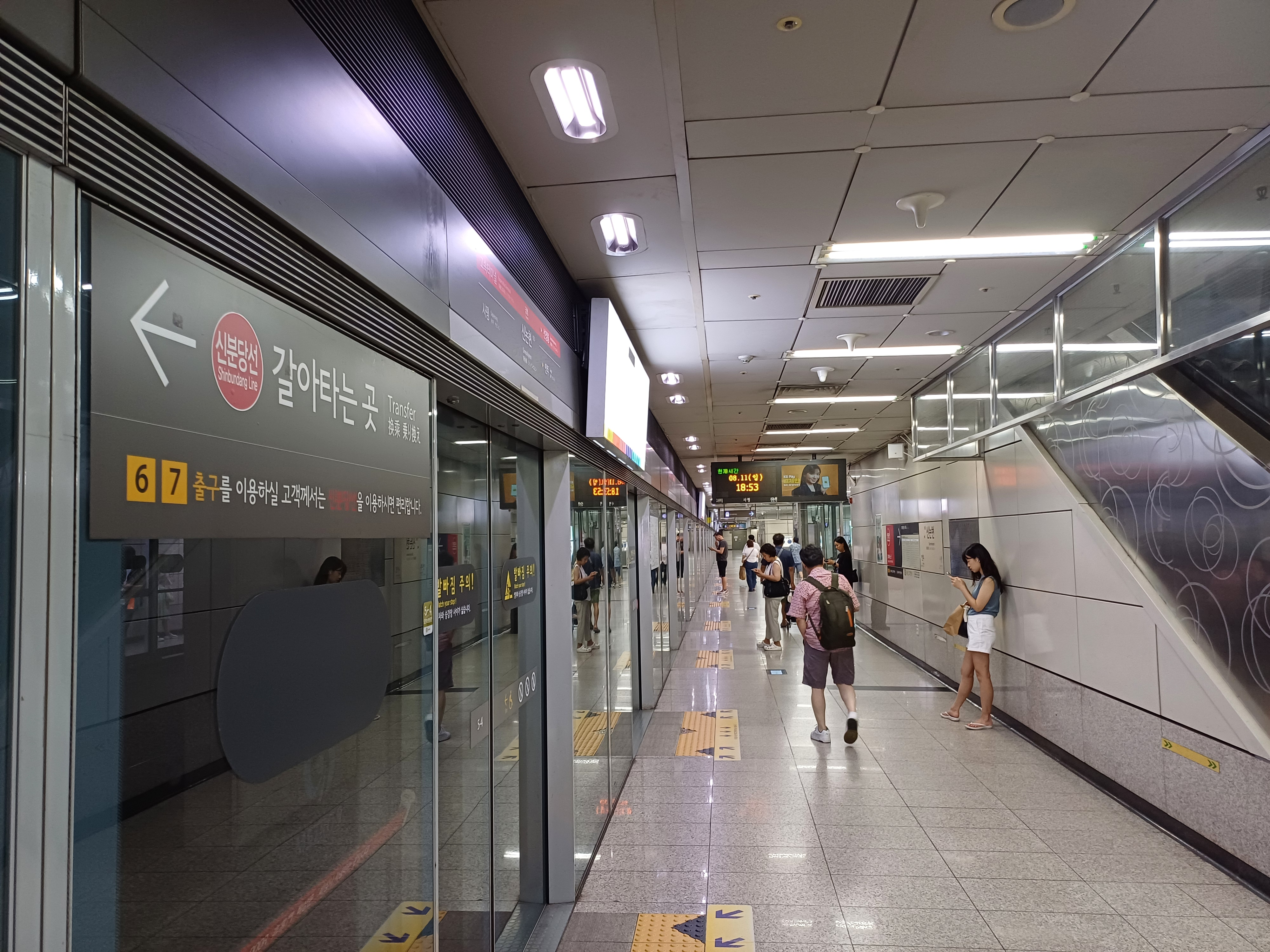
신논현역승강장
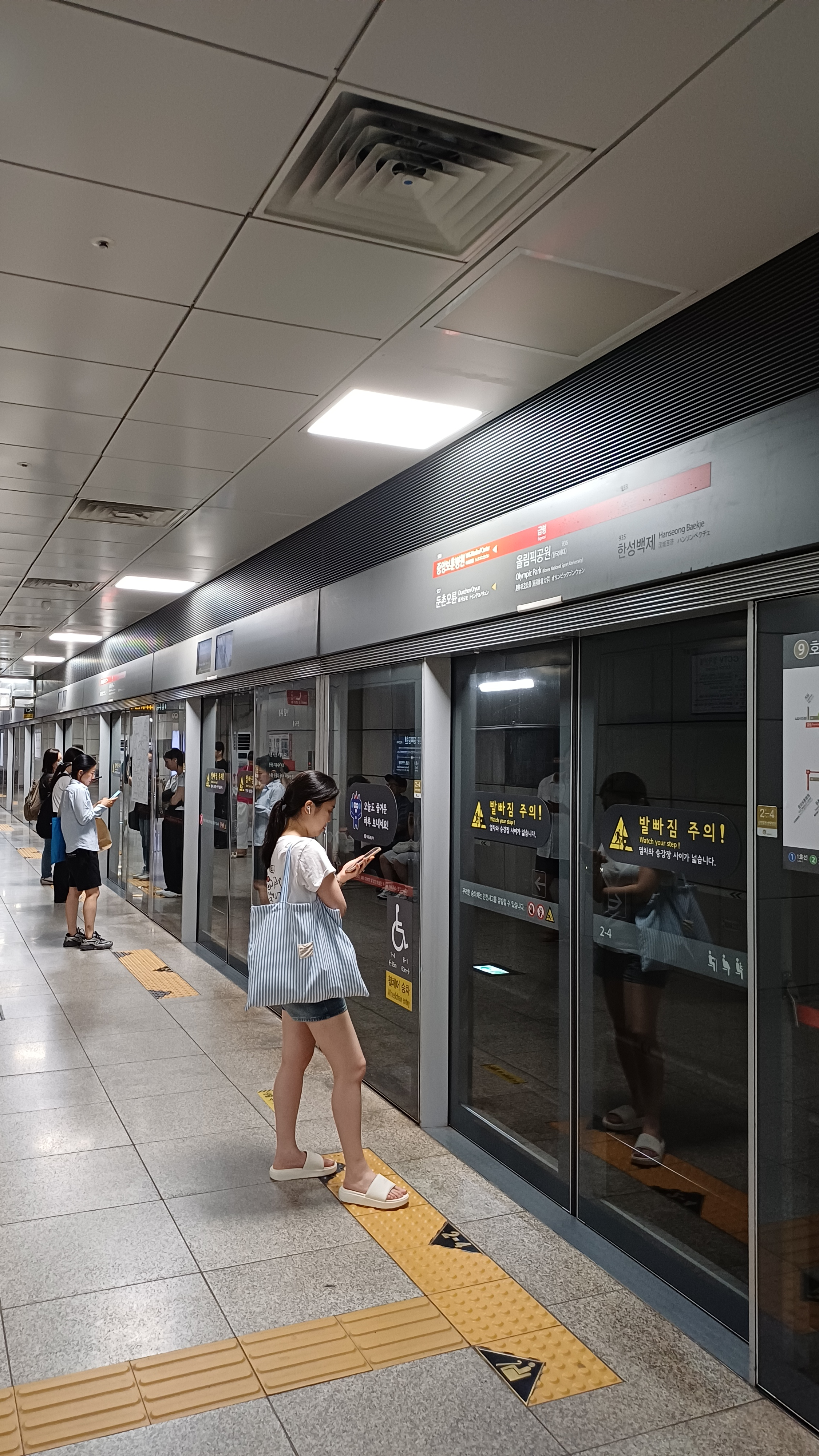
올림픽공원역 승강장

## 같이 보기
- 대한민국의 도시 철도